# Chomelia venezuelensis
Chomelia venezuelensis är en måreväxtart som beskrevs av Julian Alfred Steyermark. Chomelia venezuelensis ingår i släktet Chomelia och familjen måreväxter.
Artens utbredningsområde är Venezuela. Inga underarter finns listade i Catalogue of Life.